# Czerwięcice
Czerwięcice (deutsch Czerwentzütz, 1936–1945 Rotental) ist ein Dorf in der Landgemeinde Rudnik im Powiat Raciborski in der Woiwodschaft Schlesien in Polen.

## Geographische Lage
Czerwięcice liegt neun km nördlich von Racibórz (Ratibor) und 56 km westlich von Katowice an der Oder. 20 Kilometer südwestlich verläuft die Grenze zu Tschechien.

## Sehenswürdigkeiten
Das Schloss Czerwentzütz wurde im Stil der Neo-Renaissance von 1847 bis 1892 für das Adelsgeschlecht von Wrochem errichtet.

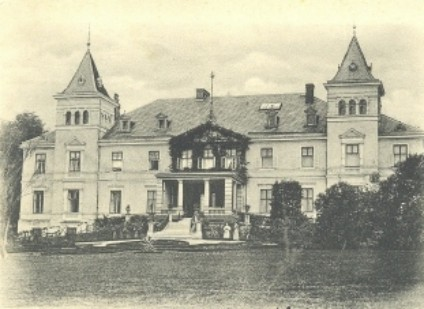
Historische Aufnahme des Schlosses
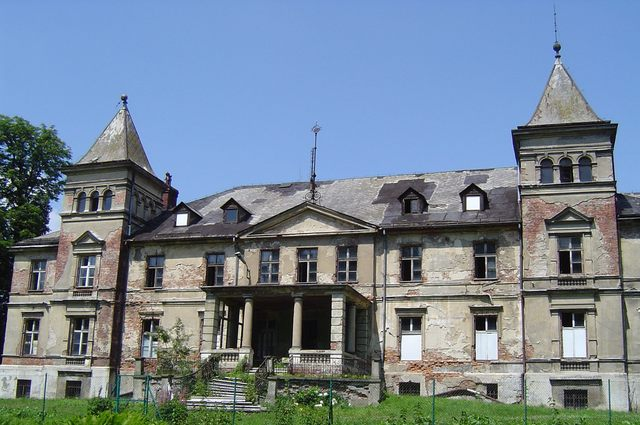
Aktuelle Aufnahme des Schlosses
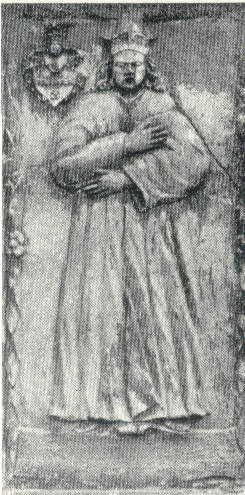
Epitaph einer 1721 verstorbenen von Wrochem

## Persönlichkeiten
- Johann Heinrich von Wrochem (1735–1807), preußischer Marschkommissar und Landrat